# Сен-Сольв (Коррез)
Сен-Сольв (фр. Saint-Solve, окс. Sent Sòlve) — коммуна во Франции, находится в регионе Лимузен. Департамент — Коррез. Входит в состав кантона Жюийак. Округ коммуны — Брив-ла-Гайярд.
Код INSEE коммуны — 19242.
Коммуна расположена приблизительно в 410 км к югу от Парижа, в 65 км южнее Лиможа, в 29 км к западу от Тюля.

## История
Во время Великой французской революции коммуна носила названия Эр-Салютер (фр. Air-Salutaire) и Сольв-Саламар (фр. Solve-Salamar).

## Население
Население коммуны на 2008 год составляло 395 человек.
| 1962 | 1968 | 1975 | 1982 | 1990 | 1999 | 2008 |
| ---- | ---- | ---- | ---- | ---- | ---- | ---- |
| 273  | 324  | 312  | 282  | 323  | 328  | 395  |

## Экономика
В 2007 году среди 232 человек в трудоспособном возрасте (15-64 лет) 183 были экономически активными, 49 — неактивными (показатель активности — 78,9 %, в 1999 году было 67,3 %). Из 183 активных работали 169 человек (92 мужчины и 77 женщин), безработных было 14 (4 мужчин и 10 женщин). Среди 49 неактивных 14 человек были учениками или студентами, 24 — пенсионерами, 11 были неактивными по другим причинам.

## Достопримечательности
- Придорожный крест (XIII век). Памятник истории с 1927 года[3]